# 밑드리개미속
밑드리개미속은 개미과에 속하는 개미의 한 속으로, 전 세계에 걸쳐 발견되며 제2배자루마디가 제1배마디에 붙어있으며, 배가 하트모양이고 등 쪽으로 구부릴 수 있다는 것이 특징이다. 420종이 넘으며, '꼬리치레개미' 또는 '곡예사 개미'로 불리기도 한다. 위협을 받으면 이 뾰족한 배를 위로 치켜드는데, '밑드리'라는 이름은 이로부터 유래된 이름이다. 다른 대부분의 개미들이 개미산을 쏜다면 밑드리개미들은 배 꽁무니에 하얗고 끈적이는 개미산이 맺힌다.